# 小行星7213
小行星7213（7213 Conae）是一颗绕太阳运转的小行星，为主小行星带小行星。该小行星于1967年5月19日发现。

## 轨道参数
小行星7213的轨道半长轴为381 291 758 km，2.5487417 UA，离心率为0.253。